# Недобровольный клиент
Недобровольный клиент (англ. «involuntary client») — в социальной работе — лицо, вынужденное обратиться за профессиональной помощью для улучшения своего социального/материального положения, во избежание неприятных (субъективно переживаемых) последствий.
Статус недобровольного клиента присуждается в случае, когда в результате действий или образа жизни клиента создаётся прямая или косвенная угроза для здоровья или жизни третьих лиц (детей, соседей, прохожих, и т. д.) Таковой угрозой могут выступать любая форма насилия (эмоциональное, физическое или сексуальное), алкоголизм, наркомания и др. виды зависимости, психические болезни или умственная отсталость. Каждый случай рассматривается индивидуально, разрабатывая и осуществляя соответствующий ему план интервенции.
Как правило, контроль над недобровольным клиентом осуществляется со стороны социальных служб, учебных заведений, кризисных центров, полиции, суда или органов опеки и попечительства. Информация об угрозе со стороны клиента поступает от его членов семьи, соседей, друзей, знакомых, благотворительных организаций, самоуправлений или государственных учреждений.
Если недобровольный клиент отказывается от профессиональной помощи, органы власти выносят соответствующее решение. Учитывая обстоятельства дела, недобровольный клиент может быть направлен на принудительное лечение или общественные работы. Он также может лишиться родительских прав или отбывать наказание в местах лишения свободы.
В социальных службах некоторых европейских стран существует практика поддерживать недобровольных клиентов посредством присуждения им социальной помощи (пособий). Между социальным работником и клиентом заключается соглашение о конечной цели сотрудничества и необходимых для её достижения шагов. В случае, если недобровольный клиент не выполняет условий соглашения, пособие аннулируется.